# لو جون
لو جون (بالصينية: 陆俊) (مواليد 19 مارس 1959) حكم كرة قدم صيني . أدار مباراتين في بطولة كأس العالم لكرة القدم 2002 في اليابان و كوريا الجنوبية حيث كانت الأولى بين كرواتيا و المكسيك في نييغاتا والثانية بين بولندا و الولايات المتحدة في دايجيون .

## روابط خارجية
- لو جون على موقع Soccerway.com (الإنجليزية)
- لو جون على موقع أوليمبيديا (الإنجليزية)